# Ralph Northam
Ralph Northam, född 13 september 1959 i Nassawadox i Virginia, är en amerikansk läkare och demokratisk politiker som är Virginias guvernör sedan januari 2018. Tidigare har Northam varit viceguvernör i Virginia (2014-2018).
En majoritet av Northams ministrar är kvinnor, det är första gången i Virginias historia att majoriteten av kabinetten är kvinnor.
Den 1 februari 2019 visades bilder i Northams skolårsbok av en oidentifierad person i blackface och en oidentifierad person i en Ku Klux Klan-huva på Northams sida i årsboken. En talesman för Eastern Virginia Medical School bekräftade att bilden visades i årsboken år 1984. Strax efter att nyheten bröt, bekräftade Northam att han uppträdde på bilden. Under en presskonferens den 2 februari förnekade Northam att han var en av männen på bilden, men erkände att ha "mörkat [hans] ansikte" med skokräm som en del av en Michael Jackson kostym runt samma tid. Northam har enligt uppgift avsett att lämna Demokratiska partiet och försöka hålla fast vid guvernörskapet som partilös.

## Biografi
Northam föddes i Nassawadox, Virginia, och är son till Nancy B. Shearer, en sjuksköterska, och Wescott B. Northam, en före detta Commonwealths advokat och Circuit Court domare i Accomack County, Virginia. Northam växte upp på en gård i Onancock, Virginia och tog examen från Onancock High School, där han var medlem i basket laget. Han var röstad "mest sannolik att lyckas" och tog examen som salutatorian.
Northam tog examen från Virginia Military Institute år 1981, han fick en kandidatexamen i biologi. Han fungerade som president av VMI:s hedersdomstol. Han gick vidare till Eastern Virginia Medical School, där han fick sin läkarexamen år 1984.

## Privatliv
Northam bor i Richmond. Han och hans maka Pam har två barn.